# 볼레로 (라벨)

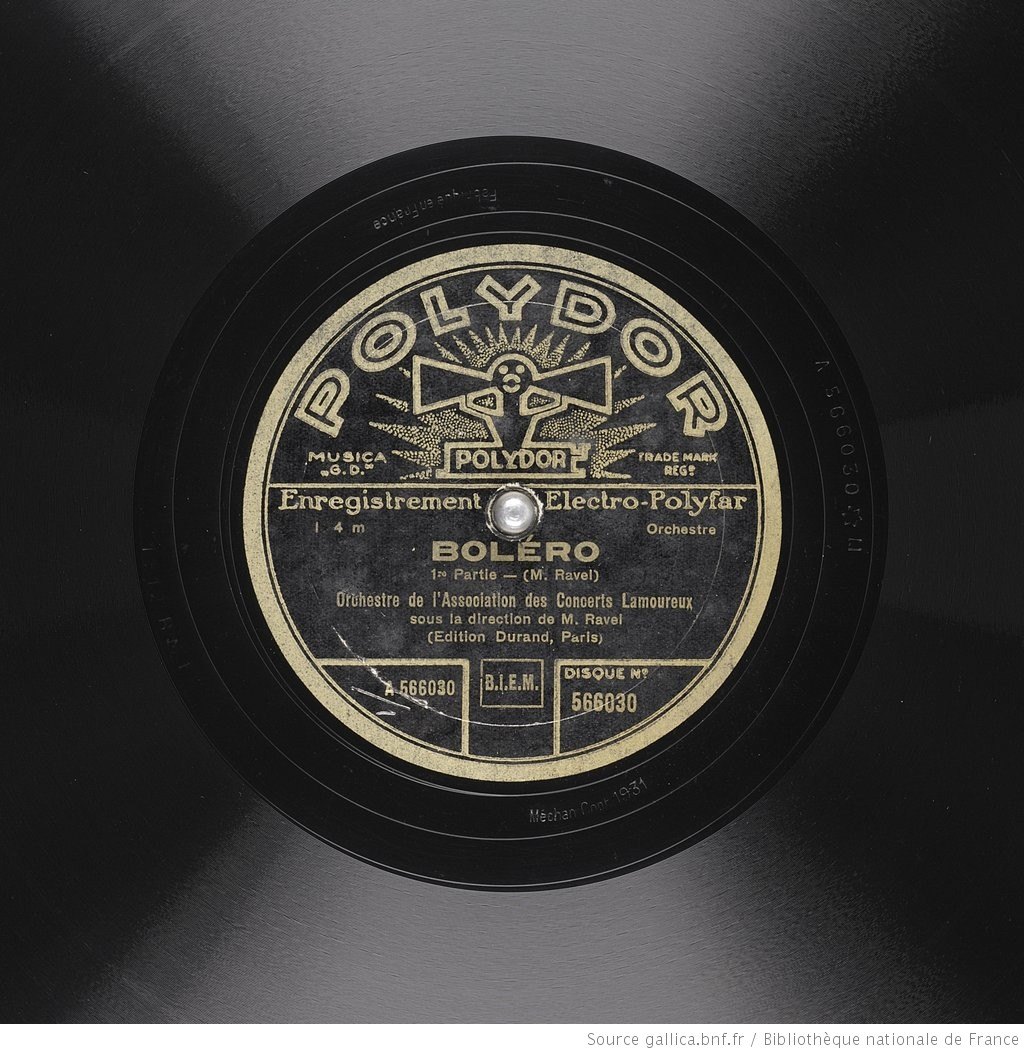
라벨의 볼레로, 라무루 오케스트라, 라벨 본인 지휘, 1930년 12인치 셸락 디스크 라벨

《볼레로》(프랑스어: Boléro)는 1928년 프랑스 작곡가 모리스 라벨이 대규모 오케스트라를 위해 작곡한 작품이다. 라벨의 가장 유명한 작품 중 하나이다. 또한 질병으로 인해 작곡 능력이 감소하기 전 완성한 마지막 작품 중 하나이기도 하다. 무용가 이다 루빈스타인의 의뢰로 시작된 이 작품은 1928년 11월 22일 파리 오페라에서 초연되었을 때 대단한 성공을 거두었다.
《볼레로》는 C장조, 4분의 3박자로 작곡되었으며, 피아니시모로 시작하여 연속적인 크레셴도를 통해 포르티시모까지 상승하는 구조를 가진다. 이 작품은 곡 전체에 걸쳐 불변하는 스네어 드럼의 오스티나토 리듬 위에 두 개의 멜로디가 번갈아 반복되는 형태로 구성되어 있다. 평균적인 공연 시간은 약 15분 정도로, 라벨은 일정한 템포를 유지하는 것을 중요시했다.
라벨 자신은 이 작품을 "형식이 없고, 발전이 없으며, 전혀 또는 거의 조바꿈이 없는" 작품으로 평가했으며, "음악 없는 관현악적 조직"이라고까지 표현했다. 그럼에도 불구하고, 《볼레로》는 작곡가의 예상을 뛰어넘어 대중적 성공을 거두었으며, 클래식 음악 중에서도 특별히 널리 알려진 작품이 되었다.

## 작곡
이 작품의 창작은 무용가 이다 루빈스타인의 의뢰로 시작되었다. 루빈슈타인은 라벨에게 이사크 알베니스의 피아노 작품집 《이베리아》에서 여섯 곡의 관현악 편곡을 요청했다. 편곡 작업을 하는 동안, 라벨은 스페인 지휘자 엔리케 페르난데스 아르보스가 이미 이 악장들을 관현악으로 편곡했으며, 저작권법으로 인해 다른 편곡이 불가능하다는 사실을 알게 되었다. 아르보스는 이 소식을 듣고 자신의 권리를 기꺼이 포기하고 라벨이 이 곡들을 관현악으로 편곡하도록 허락하겠다고 말했다. 그러나 라벨은 대신 자신의 작품 중 하나를 관현악으로 편곡하기로 결정했다가, 마음을 바꿔 스페인 춤 음악 형식인 '볼레로'를 기반으로 완전히 새로운 작품을 작곡하기로 결정했다.
생장드뤼즈에서 휴가를 보내는 동안, 라벨은 피아노 앞에 앉아 친구 귀스타브 사마즈이에게 한 손가락으로 멜로디를 연주하며 말했다. "이 테마가 집요한 특성을 가지고 있다고 생각하지 않나? 나는 어떤 발전도 없이 이 테마를 여러 번 반복하면서, 점차적으로 최선을 다해 오케스트라를 확장해 볼 생각이다." 이드리스 샤흐는 주요 테마가 수피 수행을 위해 작곡되고 사용된 멜로디에서 각색되었다고 기록했다.

## 초연과 초기 공연
이 작품은 1928년 11월 22일 파리 오페라에서 초연되었을 때 대단한 성공을 거두었다. 안무는 브로니스와바 니진스카가 맡았으며, 디자인과 시나리오는 알렉산드르 브누아가 담당했다. 오페라 오케스트라는 발터 스트라람이 지휘했다. 원래는 에르네스트 앙세르메가 전체 발레 시즌을 지휘하기로 되어 있었으나, 연주자들이 그의 지휘 아래 연주하기를 거부했다. 루빈슈타인과 니진스카의 시나리오가 초연 프로그램에 인쇄되었다.
스페인의 한 술집 안에서, 사람들은 천장에 매달린 황동 램프 아래에서 춤을 춘다. 함께 춤을 추자는 환호에 [응답하여], 여성 무용수가 긴 테이블 위로 뛰어올라 점점 더 활기차게 발걸음을 옮긴다.
그러나 라벨은 이 작품에 대해 다른 개념을 가지고 있었다. 그가 선호한 무대 디자인은 배경에 공장이 있는 야외 환경으로, 음악의 기계적 특성을 반영한 것이었다.
《볼레로》는 작곡가의 예상을 뛰어넘어 라벨의 가장 유명한 작품이 되었다. 라벨은 대부분의 오케스트라가 이 곡을 연주하기를 거부할 것이라고 예측했었다. 이 곡은 보통 순수한 관현악 작품으로 연주되며, 발레로 무대에 올려지는 경우는 드물다. 초연 공연에서 전해지는 일화에 따르면, 한 여성이 라벨이 미쳤다고 소리치는 것이 들렸다고 한다. 이 말을 전해 들은 라벨은 그 여성이 작품을 이해했다고 말했다고 전해진다.
이 작품은 1929년 파리의 뒤랑 출판사에서 처음 출판되었다. 피아노 솔로와 피아노 듀엣(한 대의 피아노에서 두 사람이 연주)을 위한 편곡이 이루어졌으며, 이후 라벨은 두 대의 피아노를 위한 버전을 편곡해 1930년에 출판했다.
첫 녹음은 1930년 1월 13일 피에로 코폴라가 그라모폰 컴퍼니를 위해 진행했다. 라벨은 녹음 세션에 참석했다. 다음 날, 그는 폴리도르를 위해 자신의 녹음에서 라무르 오케스트라를 지휘했다. 같은 해, 세르게이 쿠세비츠키와 보스턴 심포니 오케스트라, 빌럼 멩엘베르흐와 콘세르트헤바우 오케스트라에 의해 추가 녹음이 이루어졌다.

### 토스카니니
지휘자 아르투로 토스카니니는 1929년 11월 14일 뉴욕 필하모닉과 함께 《볼레로》의 미국 초연을 선보였다. 《뉴욕 타임스》의 리뷰에 따르면 공연은 "관객들로부터 함성과 환호를 이끌어내며" 큰 성공을 거두었고, 한 비평가는 "볼레로의 경력을 시작한 것은 토스카니니였다"고 선언했으며, 다른 비평가는 토스카니니가 라벨을 "거의 미국의 국민적 영웅으로" 만들었다고 주장했다.
1930년 5월 4일, 토스카니니는 뉴욕 필하모닉의 유럽 투어의 일환으로 파리 오페라에서 이 작품을 연주했다. 토스카니니의 템포는 라벨이 선호하는 것보다 상당히 빨랐고, 라벨은 관객의 환호 중 토스카니니의 제스처에 응답하지 않음으로써 그의 불만을 표시했다. 콘서트 후 무대 뒤에서 두 사람 사이에 대화가 오갔다. 한 설명에 따르면, 라벨은 "너무 빠르다"라고 말했고, 이에 토스카니니는 "당신은 자신의 음악에 대해 아무것도 모른다. 이것이 작품을 살리는 유일한 방법이다"라고 응답했다. 다른 보고에 따르면, 라벨이 "그건 내 템포가 아니다"라고 말했고, 토스카니니는 "당신의 템포로 연주하면 효과적이지 않다"고 대답했으며, 이에 라벨은 "그렇다면 연주하지 마라"고 반박했다. 4개월 후, 라벨은 토스카니니에게 "작곡가가 작품 공연에 참여하지 않는다면, 그는 환호를 피해야 한다고 항상 느껴왔다"라는 설명이 담긴 메모를 보내고, 10일 후에는 토스카니니에게 왼손을 위한 피아노 협주곡의 초연을 지휘해달라는 초청장을 보내어 관계를 개선하려 했으나, 이 초청은 거절되었다.

### 초기 인기
토스카니니 사건은 뜨거운 논쟁거리가 되었고 《볼레로》의 명성을 더욱 높였다. 이 작품의 명성에 기여한 다른 요소들로는 다수의 초기 공연, 라벨 자신의 것을 포함한 음반, 편곡과 라디오 방송, 그리고 음악이 중요한 역할을 하는 1934년 영화 《볼레로》(조지 래프트와 캐럴 롬바드 주연)가 있다.

## 음악
《볼레로》는 다음으로 구성된 대규모 오케스트라를 위해 작곡되었다:
- 목관악기: 피콜로, 2대의 플루트(한 대는 피콜로 겸함), 2대의 오보에(한 대는 오보에 다모레 겸함), 잉글리시 호른, 2대의 클라리넷(한 대는 E플랫 클라리넷 겸함), 베이스 클라리넷, 2대의 색소폰(소프라니노와 소프라노 겸 테너), 2대의 바순, 콘트라바순
- 금관악기: 4대의 호른, 4대의 트럼펫(3대는 C조, 1대는 D조), 3대의 트롬본(2대의 테너와 1대의 베이스 트롬본), 베이스 튜바
- 3대의 팀파니 및 4명의 타악기 연주자: 2대의 스네어 드럼, 베이스 드럼, 심벌즈 한 쌍, 탐탐
- 첼레스타와 하프
- 현악기

악기 편성에는 F조 소프라니노 색소폰이 포함되어 있는데, 이는 실제로 존재한 적이 없다(현대의 소프라니노는 E♭조이다). 첫 공연에서는 소프라니노와 소프라노 색소폰 파트 모두 B♭ 소프라노 색소폰으로 연주되었으며, 이 전통은 오늘날까지 이어지고 있다.

### 구조
《볼레로》는 "어떤 매체로든 라벨의 가장 직설적인 작품"이라고 불린다. 이 음악은 C장조, 3
4 박자로 작곡되었으며, 피아니시모로 시작하여 연속적인 크레셴도를 통해 포르티시모까지 상승한다. 곡 전체에 걸쳐 불변하는 하나 또는 여러 개의 스네어 드럼에서 169번 연주되는 오스티나토 리듬 위에 구축되어 있다.
이 리듬 위에 각각 18마디 길이의 두 멜로디가 번갈아 두 번씩 연주된다. 첫 번째 멜로디는 온음계적이며, 두 번째 멜로디는 당김음과 플랫된 음들로 재즈의 영향을 더 많이 받은 요소들을 도입한다(기술적으로는 대부분 프리지안 선법에 해당한다). 첫 번째 멜로디는 한 옥타브를 내려가고, 두 번째 멜로디는 두 옥타브를 내려간다. 베이스 라인과 반주는 처음에 피치카토 현악기로 연주되며, 주로 기본적인 으뜸음과 딸림음을 사용한다. 긴장감은 일정한 타악기 리듬과 "벗어나려고 노력하는 표현력 있는 성악적 멜로디" 사이의 대비를 통해 제공된다. 주제의 지속적인 재편성과 꾸준한 크레센도를 통해 다양한 음색이 만들어지면서 흥미가 유지된다. 두 주제 모두 여덟 번 반복된다. 클라이맥스에서 첫 번째 주제는 아홉 번째로 반복되고, 그 후 두 번째 주제가 인계받아 잠시 E장조의 새로운 멜로디로 바뀌었다가 마침내 으뜸음인 C장조로 돌아온다.
멜로디는 다양한 악기들 사이에서 전달된다. (1) 플루트, (2) 클라리넷, (3) 바순, (4) E♭ 클라리넷, (5) 오보에 다모레, (6) 트럼펫과 플루트(후자는 명확하게 들리지 않으며 첫 부분보다 높은 옥타브에 있음), (7) 테너 색소폰, (8) 소프라노 색소폰, (9) 호른, 피콜로 및 첼레스타; (10) 오보에, 잉글리시 호른과 클라리넷; (11) 트롬본, (12) 몇몇 관악기, (13) 제1 바이올린과 일부 관악기, (14) 일부 관악기와 함께하는 제1, 제2 바이올린, (15) 바이올린과 일부 관악기, (16) 오케스트라의 일부 악기, 그리고 마지막으로 (17) 오케스트라의 대부분(전부는 아님)의 악기(베이스 드럼, 심벌즈, 탐탐과 함께).
다음 표는 이 작품의 각 섹션에서 연주하는 악기들을 (순서대로) 보여준다.
| 섹션 (A = 제1 멜로디, B = 제2 멜로디) | 다음을 연주하는 악기들 | 다음을 연주하는 악기들 | 다음을 연주하는 악기들 |
| 섹션 (A = 제1 멜로디, B = 제2 멜로디) | 스네어 드럼 리듬 | 멜로디 | 3박자 4분음표/8분음표 리듬 |
| ------------------------------------- | --- | --- | --- |
| 1A                                    | 제1 스네어 드럼(pp) | 제1 플루트(pp) | 비올라, 첼로(모두 피치카토, pp) |
| 2A                                    | 제2 플루트(pp) | 제1 클라리넷(p) | 비올라, 첼로 |
| 3B                                    | 제1 플루트(p, 스네어 드럼도 함께)                                                                                               | 제1 바순(mp) | 하프, 비올라, 첼로(모두 p) |
| 4B                                    | 제2 플루트 | E♭ 클라리넷(p) | 하프, 비올라, 첼로 |
| 5A                                    | 바순 | 오보에 다모레(mp) | 제2 바이올린(피치카토), 비올라, 첼로, 더블 베이스(피치카토)                                                                             |
| 6A                                    | 제1 호른 | 제1 플루트(pp)와 제1 트럼펫(mp, 콘 소르디노) | 제1 바이올린(피치카토), 비올라, 첼로, 더블 베이스                                                                                       |
| 7B                                    | 제2 트럼펫(mp, 콘 소르디노) | 테너 색소폰(mp, 에스프레시보, 비브라토) | 플루트, 제2 바이올린, 첼로, 더블 베이스(모두 mp)                                                                                        |
| 7B                                    | 제2 트럼펫(mp, 콘 소르디노) | 테너 색소폰(mp, 에스프레시보, 비브라토) | 마지막 4마디에서는 제1 클라리넷(제2 플루트에서 교체)                                                                                    |
| 8B                                    | 제1 트럼펫 | 소프라니노 색소폰(원래 악보) / 소프라노 색소폰(둘 중 하나, mp, 에스프레시보, 비브라토)                                                                  | 오보에, 잉글리시 호른, 제1 바이올린, 비올라, 첼로, 더블 베이스                                                                          |
| 8B                                    | 제1 트럼펫 | 마지막 4마디에서는 소프라노 색소폰(원래 악보, 소프라니노 색소폰에서 교체, mp)                                                                           | 오보에, 잉글리시 호른, 제1 바이올린, 비올라, 첼로, 더블 베이스                                                                          |
| 9A                                    | 제1 플루트(mp, 스네어 드럼과 같음), 제2 호른(mf)                                                                                | 2대의 피콜로(pp), 제1 호른(mf), 첼레스타(p) | 베이스 클라리넷, 바순, 하프, 제2 바이올린, 비올라, 첼로, 더블 베이스                                                                    |
| 10A                                   | 제4 호른, 제3 트럼펫(콘 소르디노), 제2 바이올린, 비올라(모두 mf)                                                                | 제1 오보에, 오보에 다모레, 잉글리시 호른, 클라리넷(모두 mf)                                                                                             | 베이스 클라리넷, 바순, 제1/제2 트럼펫(콘 소르디노), 하프, 제1 바이올린, 첼로, 더블 베이스                                               |
| 11B                                   | 제1 플루트, 제2 호른, 비올라(아르코)                                                                                            | 제1 트롬본(mf, 소스테누토) | 클라리넷, 베이스 클라리넷, 콘트라바순, 하프, 제2 바이올린, 첼로, 더블 베이스                                                            |
| 12B                                   | 제4 호른, 제1 트럼펫(센차 소르디노), 제2 바이올린(아르코, 모두 f, 스네어 드럼도 함께)                                           | 피콜로, 플루트, 오보에, 잉글리시 호른, 클라리넷, 테너 색소폰(모두 f)                                                                                    | 베이스 클라리넷, 바순, 콘트라바순, 하프, 제1 바이올린, 비올라(피치카토), 첼로, 더블 베이스(모두 f)                                      |
| 13A                                   | 제1/제2 호른 | 플루트, 피콜로, 오보에, 클라리넷, 제1 바이올린(아르코)                                                                                                  | 제1 오보에 및 클라리넷(처음 두 마디에서만), 아래 악기들                                                                                 |
| 13A                                   | 제1/제2 호른 | 플루트, 피콜로, 오보에, 클라리넷, 제1 바이올린(아르코)                                                                                                  | 바순, 콘트라바순, 제3/제4 호른, 팀파니, 제2 바이올린(피치카토), 비올라, 첼로, 더블 베이스                                               |
| 14A                                   | 제3/제4 호른 | 플루트, 피콜로, 오보에, 잉글리시 호른, 클라리넷, 테너 색소폰, 제1/제2 바이올린(제2 바이올린 아르코)                                                     | 제1 오보에 및 클라리넷(처음 두 마디에서만), 아래 악기들                                                                                 |
| 14A                                   | 제3/제4 호른 | 플루트, 피콜로, 오보에, 잉글리시 호른, 클라리넷, 테너 색소폰, 제1/제2 바이올린(제2 바이올린 아르코)                                                     | 베이스 클라리넷, 바순, 콘트라바순, 제1/제2 호른, 소프라니노 색소폰, 팀파니, 하프, 비올라, 첼로, 더블 베이스                             |
| 15B                                   | 제1/제2 호른 | 플루트, 오보에, 잉글리시 호른, 제1 트럼펫, 제1/제2 바이올린                                                                                             | 플루트 및 오보에(처음 두 마디에서만), 아래 악기들                                                                                       |
| 15B                                   | 제1/제2 호른 | 플루트, 오보에, 잉글리시 호른, 제1 트럼펫, 제1/제2 바이올린                                                                                             | 클라리넷, 바순, 콘트라바순, 제3/제4 호른, 소프라니노 색소폰, 테너 색소폰, 제1/제2 트롬본, 튜바, 팀파니, 하프, 비올라, 첼로, 더블 베이스 |
| 15B                                   | 제1/제2 호른 | 마지막 네 마디에서는 베이스 클라리넷, 제4 호른(제1 트럼펫에서 교체), 비올라(아르코, 제2 바이올린에서 교체)                                              | 마지막 네 마디에서는 위 악기들과 제2 바이올린(피치카토, 비올라에서 교체)                                                                |
| 16B                                   | 제1-제4 호른 | 플루트, 피콜로, 오보에, 잉글리시 호른, 클라리넷, 소프라니노 색소폰, 제1 트롬본(지속적으로), 제1/제2 바이올린, 비올라, 첼로(제2 바이올린, 첼로는 아르코) | 제2 바이올린 및 첼로(처음 두 마디에서만, 둘 다 피치카토), 아래 악기들                                                                   |
| 16B                                   | 제1-제4 호른 | 플루트, 피콜로, 오보에, 잉글리시 호른, 클라리넷, 소프라니노 색소폰, 제1 트롬본(지속적으로), 제1/제2 바이올린, 비올라, 첼로(제2 바이올린, 첼로는 아르코) | 베이스 클라리넷, 바순, 콘트라바순, 트럼펫(제2/제3 트럼펫은 뮤트 없이), 제2/제3 트롬본, 튜바, 팀파니, 하프, 더블 베이스(아르코)          |
| 16B                                   | 제1-제4 호른 | 마지막 네 마디에서는 베이스 클라리넷, 테너 색소폰(소프라니노에서 교체)                                                                                  | |
| 17A                                   | 플루트 및 피콜로(처음 두 마디에서만), 아래 악기들                                                                               | 플루트, 피콜로, D 피콜로 트럼펫, C 트럼펫, 소프라노 색소폰, 테너 색소폰, 제1 바이올린(모두 ff)                                                          | C 트럼펫(처음 두 마디에서만)과 아래 악기들(ff)                                                                                          |
| 17A                                   | 오보에, 클라리넷, 호른, 제2 바이올린, 비올라, 첼로(모든 현악기는 피치카토), 그리고 전체적으로 연주하는 제2 스네어 드럼(모두 ff) | 플루트, 피콜로, D 피콜로 트럼펫, C 트럼펫, 소프라노 색소폰, 테너 색소폰, 제1 바이올린(모두 ff)                                                          | 베이스 클라리넷, 바순, 콘트라바순, 트롬본, 튜바, 팀파니, 하프, 더블 베이스(모두 ff)                                                     |
| 18B(조바꿈 포함)                      | 플루트 및 피콜로(처음 두 마디에서만), 아래 악기들                                                                               | 플루트, 피콜로, D 피콜로 트럼펫, C 트럼펫, 제1 트롬본(가능한한 ff), 소프라노 색소폰, 테너 색소폰, 제1 바이올린                                          | C 트럼펫 및 제1 트롬본(처음 두 마디에서만)과 아래 악기들                                                                                |
| 18B(조바꿈 포함)                      | 오보에, 클라리넷, 호른, 제2 바이올린, 비올라, 첼로(모든 현악기는 아르코)                                                        | 플루트, 피콜로, D 피콜로 트럼펫, C 트럼펫, 제1 트롬본(가능한한 ff), 소프라노 색소폰, 테너 색소폰, 제1 바이올린                                          | 베이스 클라리넷, 바순, 콘트라바순, 제2/제3 트롬본, 튜바, 팀파니, 하프, 더블 베이스                                                      |
| 결론(C장조로 돌아옴, 마지막 6마디)    | 플루트, 피콜로, 호른, D 피콜로 트럼펫, C 트럼펫, 제1/제2 바이올린, 비올라, 첼로                                                 | 글리산도: 트롬본, 소프라니노 색소폰, 테너 색소폰(색소폰에는 글리산도 음표 없음)                                                                         | 오보에, 잉글리시 호른, 클라리넷, 베이스 클라리넷, 바순, 콘트라바순, 튜바, 팀파니, 하프, 더블 베이스; 베이스 드럼, 심벌즈, 탐탐과 함께   |

반주는 점차 두꺼워지고 커져서 마지막에는 전체 오케스트라가 연주하게 된다. 끝나기 직전(악보의 리허설 번호 18에서), 갑자기 E장조로 조성이 바뀌지만, 단 8마디 후에 C장조가 다시 확립된다. 끝에서 6마디 전, 베이스 드럼, 심벌즈, 탐탐이 처음으로 등장하며, 트롬본은 거친 글리산도를 연주하는 동안 전체 오케스트라는 첫 마디부터 스네어 드럼에서 연주되었던 리듬을 강하게 연주한다. 마지막으로, 이 작품은 F단조 화음 위의 불협화음인 B♭단조에서 C장조 화음으로 하강한다.

### 템포와 지속 시간
악보에 표시된 템포는 Tempo di Bolero, moderato assai("볼레로의 템포, 매우 적당하게")이다. 라벨이 소장한 악보에는 4분음표당 76의 인쇄된 메트로놈 표시가 지워지고 66으로 대체되어 있다. 악보의 후기 판본들은 4분음표당 72의 템포를 제안한다. 1930년 1월의 라벨 자신의 녹음은 4분음표당 약 66으로 시작하여 나중에 60-63으로 약간 느려진다. 총 지속 시간은 15분 50초이다. 라벨이 참석한 코폴라의 첫 녹음도 15분 40초로 비슷한 지속 시간을 보인다. 라벨은 《데일리 텔레그래프》와의 인터뷰에서 이 작품이 17분 지속된다고 말했다.
평균적인 공연은 약 15분 정도 지속되며, 라벨의 동료인 페드로 데 프레이타스 브랑코와 같은 가장 느린 녹음은 18분을 훨씬 넘어가고, 레오폴드 스토코프스키의 1940년 올 아메리칸 유스 오케스트라와의 녹음과 같은 가장 빠른 녹음은 12분에 가깝다. 1994년 5월, 뮌헨 필하모닉의 쾰른 투어에서 82세의 지휘자 세르주 첼리비다케는 17분 53초가 소요된 공연을 선보였는데, 이는 현대에 기록적인 것으로 보인다.

코폴라의 첫 녹음에서, 라벨은 일정한 템포를 선호한다는 것을 강하게 표현하며, 작품의 끝부분에서 더 빨라진 것에 대해 지휘자를 비판했다. 코폴라 자신의 보고에 따르면
모리스 라벨... 《볼레로》에 대해 나를 신뢰하지 않았다. 그는 나의 지중해적 기질이 나를 압도하여 템포를 서두를까 봐 두려워했다. 나는 플레옐 홀에서 오케스트라를 모았고, 라벨은 내 옆에 자리를 잡았다. 모든 것이 마지막 부분까지 잘 진행되었지만, 내 의지와는 상관없이 템포를 약간 빠르게 했다. 라벨은 뛰어올라 내게 다가와 내 재킷을 당겼다: "그렇게 빠르지 않게" 그가 외쳤고, 우리는 다시 시작해야 했다.
위에서 언급한 대로, 토스카니니의 공연에 대한 라벨의 불만은 그가 더 느린 템포를 선호했음을 확인시켜 준다. 토스카니니의 1939년 NBC 심포니 오케스트라와의 녹음은 13분 25초 지속된다.

## 반응
라벨은 자신의 작품에 대한 엄격한 비평가였다. 《볼레로》의 작곡 과정에서, 그는 호아킨 닌에게 이 작품이 "형식이 없고, 적절히 말하자면, 발전이 없으며, 전혀 또는 거의 조바꿈이 없다"고 말했다. 1931년 《데일리 텔레그래프》와의 인터뷰에서, 그는 이 작품에 대해 다음과 같이 말했다.
이것은 매우 특별하고 제한된 방향에서의 실험이며, 실제로 달성하는 것과 다른 것을 목표로 하거나 그 이상을 이루려는 의도가 있다고 의심해서는 안 된다. 초연 전에, 나는 내가 작곡한 것이 17분 지속되는 작품으로, 전적으로 "음악 없는 관현악적 조직"—하나의 매우 긴, 점진적인 크레셴도로 구성되어 있다는 경고를 발표했다. 거기에는 대비가 없으며, 계획과 실행 방식을 제외하고는 실질적으로 창의성이 없다.
1934년, 콘스탄트 램버트는 자신의 책 《Music Ho!》에서 이렇게 썼다. "작곡가가 하나의 춤 리듬으로 계속 작곡할 수 있는 시간에는 분명한 한계가 있다(이 한계는 분명히 라벨이 《라 발스》의 끝 부분과 《볼레로》의 시작 부분에서 도달했다)."
문학 비평가 앨런 블룸은 1987년 베스트셀러 《미국 정신의 종말》에서 이렇게 논평했다. "젊은이들은 록이 성관계의 비트를 가지고 있다는 것을 안다. 그래서 라벨의 《볼레로》가 그들에게 일반적으로 알려지고 좋아하는 유일한 클래식 음악 작품인 것이다."
2011년 《케임브리지 쿼터리》의 한 논문에서, 마이클 랜포드는 "모리스 라벨은 평생 동안 에드거 앨런 포의 《작문의 철학》에 설명된 창작 행위에 매료되었다"고 썼다. 그의 말로는, 《볼레로》가 "선율적, 리듬적, 화성적 반복성으로 인해 전통적인 음악 분석 방법에 도전한다"기 때문에, 그는 "라벨의 기록된 창작 과정에 대한 성찰과 포의 《작문의 철학》에 설명된 미학적 교훈에 상응하는" 분석을 제시한다. 랜포드는 또한 《볼레로》가 라벨에게 아주 개인적인 작품이었을 가능성이 크다고 주장한다. 증거로, 랜포드는 《볼레로》의 리듬이 그의 아버지 공장의 기계에서 영감을 받았고 선율적 소재는 라벨의 어머니가 밤에 그에게 불러주던 자장가에서 왔다는 라벨의 고백을 인용한다. 랜포드는 또한 《볼레로》가 비극으로 가득 차 있다고 제안하며, 스네어 드럼이 "볼레로의 가장 감각적으로 함축적인 측면 중 하나를 비인간화한다"고 관찰하고, "선율적 표현 능력을 가진 악기들이 기계를 모방하며", 선율이 지속적으로 하강하는 테트라코드로 끝난다고 지적했다.

## 저작권
캐나다, 일본 및 50년의 사후 보호 기간을 준수하는 국가에서 라벨의 모든 작품과 마찬가지로 1988년 1월 1일에 퍼블릭 도메인에 들어갔다. 미국에서는 2024년까지 보호된다. 70년의 사후 보호 기간을 준수하는 유럽연합 국가에서는 모든 라벨의 작품과 마찬가지로 2008년 1월 1일에 퍼블릭 도메인에 진입하였다.
프랑스에서는 1993년까지 프랑스 음악 작가, 작곡가 및 출판사 협회(Sacem)에 지불하는 로열티 목록에서 1위를 유지하였다. 2005년 당시에는 대중에게 공개되지 않았음에도 프랑스에서 다섯 번째로 많이 수출된 음악 작품이었다. 매년 약 150만 유로의 로열티를 벌어들이는 것으로 추정된다. 1970년부터 2006년까지 4,600만 유로를 초과한 것으로 추정되는 막대한 경제적 이익에 대한 관리가 논란의 대상이 되고 있다. 라벨은 자녀 없이 사망했기 때문에 상속 절차가 매우 복잡하다. 최소 1970년부터 해외(모나코, 지브롤터, 암스테르담, 네덜란드령 안틸레스, 영국령 버진 아일랜드)에 합법적으로 등록된 회사들을 통해 권리를 수집하였는데, 이 컨소시엄은 현재 고인이 된 장자크 르무안(Jean-Jacques Lemoine)이 기획하고 지휘한 것으로, 이전에 Sacem의 법무 담당 부국장을 역임한 적이 있다. 그의 조언에 따라, 프랑스의 Sacem은 2차 세계대전으로 인한 전시 연장으로 저작권 기간이 8년 120일(즉, 1939년 9월 3일부터 1948년 1월 1일까지 3,042일 경과  )이 연장되었다는 이유로 2008년 1월 1일부터 2016년 5월 1일까지 로열티를 징수하였다.
2016년 상속인들은 원래 발레로 제작되었으므로 공동 저작물이며, 1972년과 1960년에 각각 사망한 안무가 브로니스와바 니진스카와 세트 디자이너 알렉산드르 니콜라이예비치 베누아(Alexandre Nikolaïevitch Benois)를 포함한 모든 공동 저작자의 권리가 끝날 때까지 보호받을 수 있다고 주장하며 프랑스 퍼블릭 도메인 진입에 다시 한 번 이의를 제기하였다. 그렇게 되면 퍼블릭 도메인은 20년 더 연장될 것이다. 그러나 Sacem은 이러한 새로운 주장을 거부하고 2016년 5월 2일에 작품을 공개하였다. 상속인들은 2024년 2월 14일에 다시 한 번 음악에 대한 권리를 유지하기 위하여 소송을 제기하였으나, 2024년 6월 28일에 낭테르 법원에서 기각되었다.

### 서지
- Bloom, Allan (1987). 《The Closing of the American Mind》. New York, NY: Simon & Schuster.
- Dunoyer, Cecilia (1993). 《Marguerite Long: A life in French music, 1874–1966》. Bloomington, IN: Indiana University Press. ISBN 978-0-253-31839-8.
- Kavanaugh, Patrick (1996). 《Music of the Great Composers: A listener's guide to the best of classical music》. Grand Rapids, MI: Zondervan. ISBN 978-0-310-20807-5.
- Lanford, Michael (2011). “Ravel and 'The Raven': The realisation of an inherited aesthetic in Boléro”. 《The Cambridge Quarterly》 40 (3): 243–265. doi:10.1093/camqtly/bfr022. ISSN 1471-6836. JSTOR 43492354.
- Lee, Douglas (2002). 《Masterworks of 20th-Century Music: The Modern Repertory of the Symphony Orchestra》. New York, NY: Routledge. ISBN 978-0-415-93846-4.
- Mawer, Deborah (2006). 《The Ballets of Maurice Ravel: Creation and interpretation》. Aldershot, UK: Ashgate. ISBN 978-0-7546-3029-6.
- Orenstein, Arbie (1991) [1975]. 《Ravel: Man and musician》. New York, NY: Dover Publications. ISBN 978-0-486-26633-6.
- Orenstein, Arbie, 편집. (2003) [1990]. 《A Ravel Reader: Correspondence, articles, interviews》. Minneola, NY: Dover Publications. ISBN 978-0-486-43078-2.
- Philip, Robert (2018). 《The Classical Music Lover's Companion to Orchestral Music》. Yale University Press. ISBN 9780300242720.
- Sachs, Harvey (1987). 《Arturo Toscanini from 1915 to 1946: Art in the shadow of politics》. Turin, IT: EDT. ISBN 88-7063-056-0.
- Woodley, Ronald (2000). 〈Style and practice in the early recordings〉.   Mawer, Deborah. 《The Cambridge Companion to Ravel》. Cambridge Companions to Music. Cambridge University Press. 213–239쪽. ISBN 978-0-521-64856-1.

## 더 읽어보기
- Ivry, Benjamin (2000). 《Maurice Ravel: a Life》. New York: Welcome Rain Publishers. ISBN 978-1-56649-152-5.
- Masselis, Juliette (2016년 10월 6일). “Le Boléro au cinéma”. 《France Musique》 (프랑스어).